# Introversió i extraversió
Introversió i extraversió són els dos pols d'un continu que defineix la personalitat d'un individu en funció del seu grau d'obertura cap als altres. Les persones introvertides es mostren més reservades, mentre que les extravertides es caracteritzen per ser més gregàries, assertives i entusiastes. Aquest tret es considera un dels essencials per caracteritzar la manera de ser, per això forma part dels anomenats "5 grans", aquells factors que més defineixen la personalitat individual (els altres són l'apertura al canvi, l'autoconsciència, la calidesa i el neuroticisme). El parell introversió - extraversió va ser introduït per primer cop per Carl Gustav Jung, que els associava a la concentració en objectes interns o externs al subjecte, i des de llavors ha estat àmpliament usat en psicologia. Segons Hans Eysenck és el tret de la personalitat més destacable, per la quantitat de trets associats que implica.

## Mesura
La majoria de mesures per determinar el grau d'introversió es basen en tests on l'individu mostra el seu acord o desacord amb un conjunt de frases que defineixen la seva conducta o bé seleccionant entre una llista d'adjectius els que millor determinen la pròpia manera de ser, de forma que s'obté una puntuació que caracteritza aquella persona com a més aviat extravertida, introvertida o en un punt intermedi. Pot complementar-se amb judicis de persones alienes.

## Personalitat extravertida
Les persones extravertides se senten còmodes entre multituds i treballen bé en equip. Són parladores, entusiastes i poden caure en l'avorriment o sensació desagradable de solitud si no estan acompanyades. La seva descripció comparteix punts amb els tipus colèric i sanguini de l'antiga teoria dels humors. Té un component genètic, ja que es correspon amb una major sensibilitat al sistema de la dopamina, si bé les experiències individuals accentuen o reprimeixen aquest tret en les futures interaccions socials. Com que l'extraversió és una tendència, una mateixa personal sol presentar-la en algunes situacions i no en altres.
En diversos estudis s'ha trobat una correlació entre l'extraversió i la felicitat, ja que les persones extravertides poden ser més optimistes i en tenir més facilitat per establir relacions socials, és més factible que satisfacin les seves necessitats de contacte. De fet, fins i tot individus introvertits milloraven l'autoavaluació de la seva felicitat si aprenien a incrementar la seva extraversió. Un dels problemes per mesurar-ho, però, rau al fet que els introvertits, en ser més analítics, solen ser més conscients de les mancances i aquestes apareixen als tests.

## Personalitat introvertida
Les persones introvertides són reflexives i treballen millor en solitari. Donen molta importància a la confiança, ja que necessiten sentir-se segures abans d'obrir-se o participar en un grup. Poden sentir-se incòmodes en un entorn amb massa estímuls o amb moltes persones al voltant, especialment si sumen la timidesa a la seva personalitat. Biològicament, acostumen a presentar volums de substància blanca superiors i més flux sanguini al lòbul frontal del cervell. Tendeixen a preferir roba menys cridanera de colors i música de ritme lent.
S'ha trobat correlació entre introversió i evitació del fracàs escolar, ja que els introvertits poden concentrar-se més en les tasques, analitzar els problemes i preveure dificultats amb antelació. Els alumnes introvertits presenten menys conductes disruptives a l'aula, fet que influeix també en el rendiment acadèmic. Existeix també una correlació cultural, ja que hi ha comunitats que reforcen positivament les conductes d'introversió, com la japonesa. Les persones introvertides reaccionen amb més intensitat enfront emocions negatives cap a ells que quan perceben emocions positives. Experimenten globalment menys felicitat si es lliga a un alt grau de neuroticisme.